# Sur le sentier de la guerre
Sur le sentier de la guerre (titre original : A Dangerous Path) est le cinquième volume de la série La Guerre des Clans d'Erin Hunter. L'intrigue est centrée autour d'un jeune chat domestique qui quitte ses « Bipèdes » (humains) pour rejoindre un clan de chats sauvages.

## Résumé
Le prologue s'ouvre sur une meute de chiens sanguinaires qui parviennent à échapper à leurs maitres et se réfugient dans la forêt. Puis au premier chapitre on retrouve les personnages principaux. Notamment Cœur de Feu qui apprend que Griffe de Tigre est devenu le chef du Clan de l'Ombre sous le nom d'Etoile du Tigre. Il devait remplacer Etoile Bleue à l'assemblée car elle avait souffert de la fumée de l'incendie qui a ravagé le camp du Clan du Tonnerre et a coûté la vie à deux anciens et à Croc Jaune, la guérisseuse. Nuage Cendré prend ainsi sa relève sous le nom de Museau Cendré. Cœur de Feu essaye de faire comprendre à sa chef, qui divague et qui croit que tous les chats de son Clan sont des traitres, qu'elle doit faire les baptêmes des actuels apprentis mais elle refuse sauf pour Nuage de Neige, l'apprenti de Cœur de Feu, qui devient alors Flocon de Neige. Le Clan découvre des restes de proies et se rendent compte qu'une menace pèse sur eux car des chiens volent leur gibier. Nuage Agile et Nuage Blanc décident de retrouver l'auteur des vols pour qu'Etoile Bleue se rende compte qu'ils sont dignes d'être guerriers. Ils finissent par les retrouver mais ils se font massacrer. Nuage Agile meurt et Nuage Blanc est défigurée à vie. Entre la vie et la mort, Etoile Bleue lui accorde son nom de guerrière et la rebaptise par l'horrible nom de Sans Visage. Après quelque temps, Cœur de Feu découvre, grâce à Longue Plume, la meute de chiens et se rend compte qu'Etoile du Tigre se sert d'eux pour anéantir le Clan du Tonnerre et surtout Cœur de Feu. À l'aide de quelques guerriers ils arrivent à éloigner les chiens mais Etoile du Tigre tente de faire en sorte que Cœur de Feu meure. Ce dernier est sauvé de justesse par Etoile Bleue qui a retrouvé ses esprits mais chute dans la rivière. Elle est repêchée, agonisante par ses enfants qui lui pardonnent avant qu'elle meure. Cœur de Feu est maintenant le chef de sa tribu. Etoile du Tigre apprend alors la vérité sur Etoile Bleue, Pelage de Silex et Patte de Brume.